# Tylodelphys clavata
Tylodelphys clavata är en plattmaskart. Tylodelphys clavata ingår i släktet Tylodelphys och familjen Diplostomatidae. Inga underarter finns listade i Catalogue of Life.